# Paris sjuttonde arrondissement
Paris sjuttonde arrondissement är ett av Paris 20 arrondissement. Arrondissementet har namnet Batignolles-Monceau och är uppkallat efter den tidigare kommunen Batignolles-Monceau.
Sjuttonde arrondissementet består av fyra distrikt: Ternes, Plaine-de-Monceaux, Batignolles och Épinettes.
Arrondissementet inbegriper Château des Ternes, Hôtel de Günzburg, Hôtel Gaillard och Théâtre Hébertot. 

## Kyrkobyggnader
- Notre-Dame-de-la-Compassion
- Saint-Ferdinand et Sainte-Thérèse de l'Enfant Jésus
- Sainte-Odile
- Saint-Martin de Porrès
- Saint-Charles-de-Monceau
- Saint-François de Sales
- Saint-Joseph-des-Épinettes
- Saint-Michel des Batignolles
- Sainte-Marie des Batignolles
- Notre-Dame de la Confiance

## Bilder
| - Notre-Dame-de-Compassion. - Sainte-Odile. - Saint-François-de-Sales. - Sainte-Marie des Batignolles. |